# Зелёная мартышка
Зелёная мартышка (лат. Chlorocebus sabaeus) — вид обезьян семейства мартышковых отряда приматов, один из шести видов рода Зелёные мартышки (Chlorocebus).

## Описание
Зелёная мартышка по размерам крупнее домашней кошки, длина тела с головой — 57—71 см, длина хвоста 30—48 см. Масса самцов около 5 кг, самок — 3,5 кг, у особей обоих полов имеются длинные острые клыки.
У самцов зелёной мартышки мошонка голубого цвета. Чем выше уровень тестостерона, тем ярче и насыщенней цвет мошонки, и, соответственно, его обладатель пользуется повышенным вниманием самок в брачный период.

## Распространение
Распространены в Западной Африке от Сенегала до реки Вольта, также интродуцированы в Кабо-Верде и завезены на ряд островов Вест-Индии на кораблях работорговцев. 
Этот вид обитает в саваннах и на лесных опушках. Как правило, зелёную мартышку можно встретить недалеко от водных источников. Ночь она проводит на ветвях деревьев или кустов.

## Питание
Питается плодами и семенами деревьев, листьями, а также насекомыми, мелкими птицами и их яйцами, как правило, на земле.

## Образ жизни
Каждое стадо (до 80 животных) мартышек состоит из нескольких групп (от 2 до 11 особей), состав которых разнообразен — молодые самцы-холостяки; самцы, самки и их потомство. Самки держатся вместе, самцы ведут более рассеянную жизнь. Среди самок и самцов существует строгая иерархическая система. Самец-вожак выполняет сторожевые функции. Каждое стадо имеет своё место. В защите территории от соперников участвуют особи обоих полов.
В природе самки созревают к 4 годам, самцы к 5 годам.
Продолжительность жизни в природе до 20 лет, в неволе — до 45 лет.

## Значение
В природе мартышки иногда уничтожают посевы зерновых культур, урожаи садов и плантаций, что побуждает местных фермеров охотиться на них.
Является переносчиком особо опасной инфекции — вируса Марбург, вызывающего геморрагическую лихорадку Марбург (Мариди), известную также как «болезнь зелёных мартышек» (код по МКБ-10 — A98.4).
Зелёная мартышка является важной моделью исследований ВИЧ, микробиома, психологического стресса, пренатального и постнатального развития, многих аспектов поведения, метаболизма, ожирения. Геном зелёной мартышки был секвенирован и доступен через геномные браузеры NCBI Chlorocebus_sabeus 1.1 и Ensembl Vervet-AGM (Chlorocebus sabaeus).

## Галерея

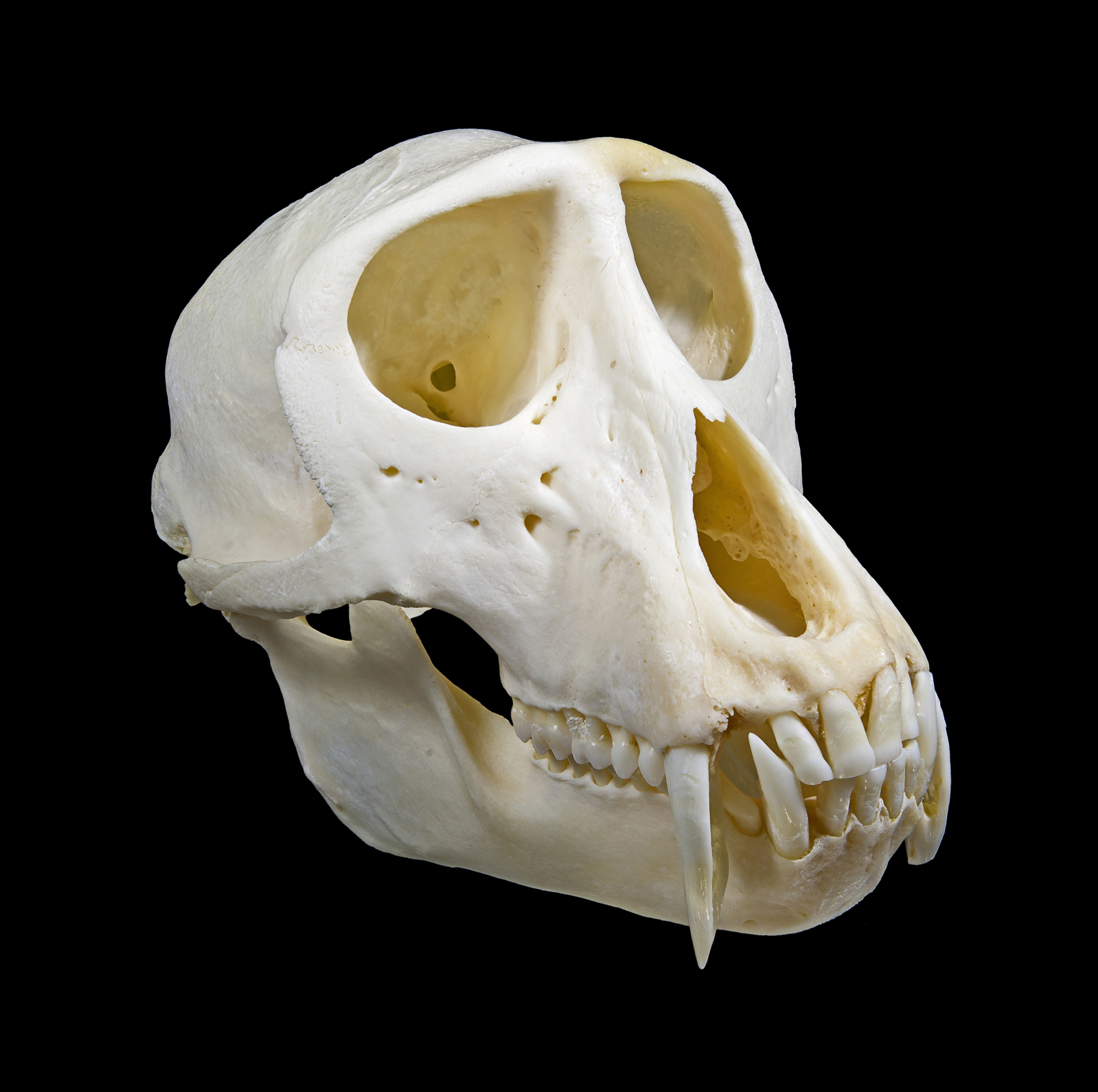
Череп самца зелёной мартышки
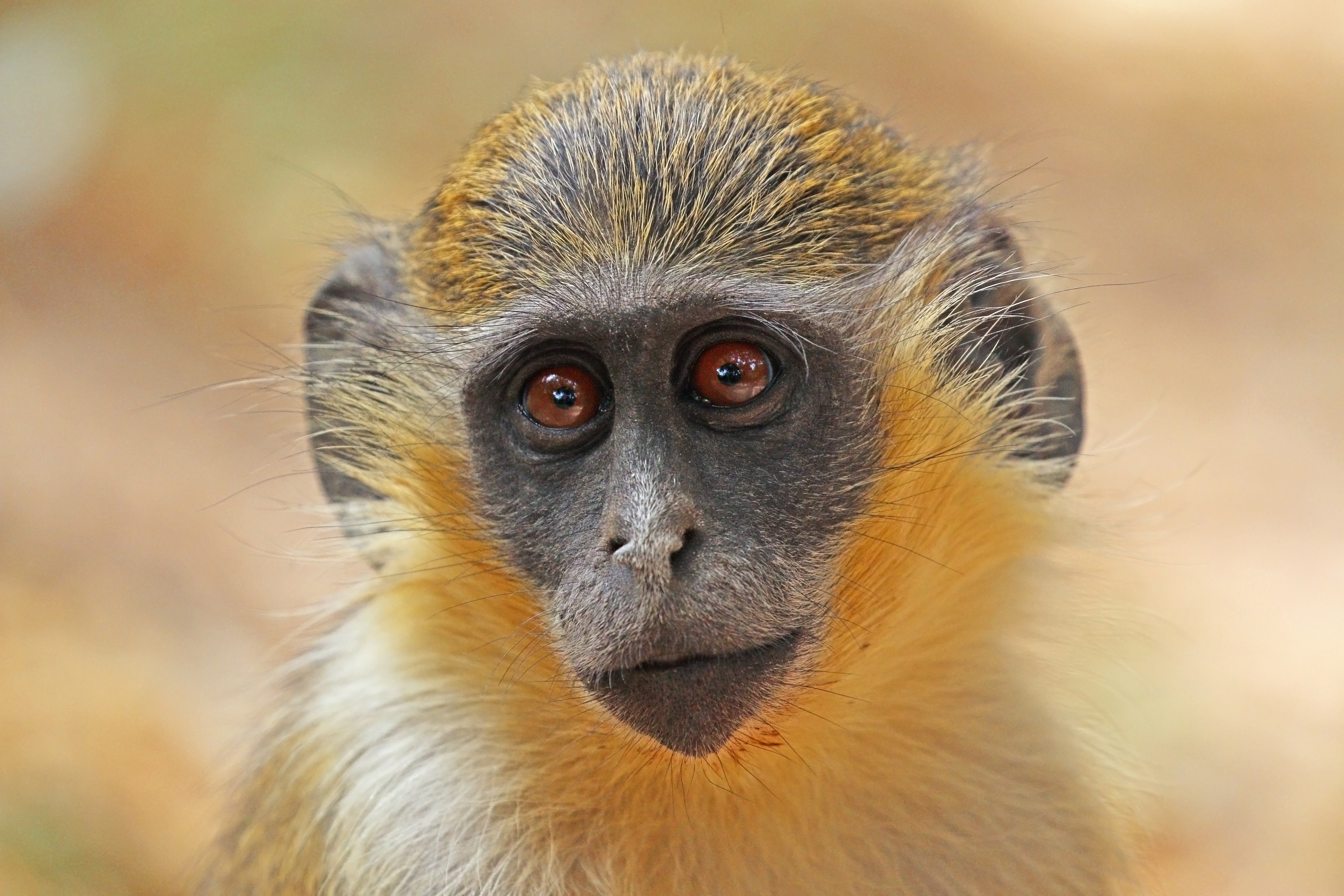
Молодая особь. Гамбия.
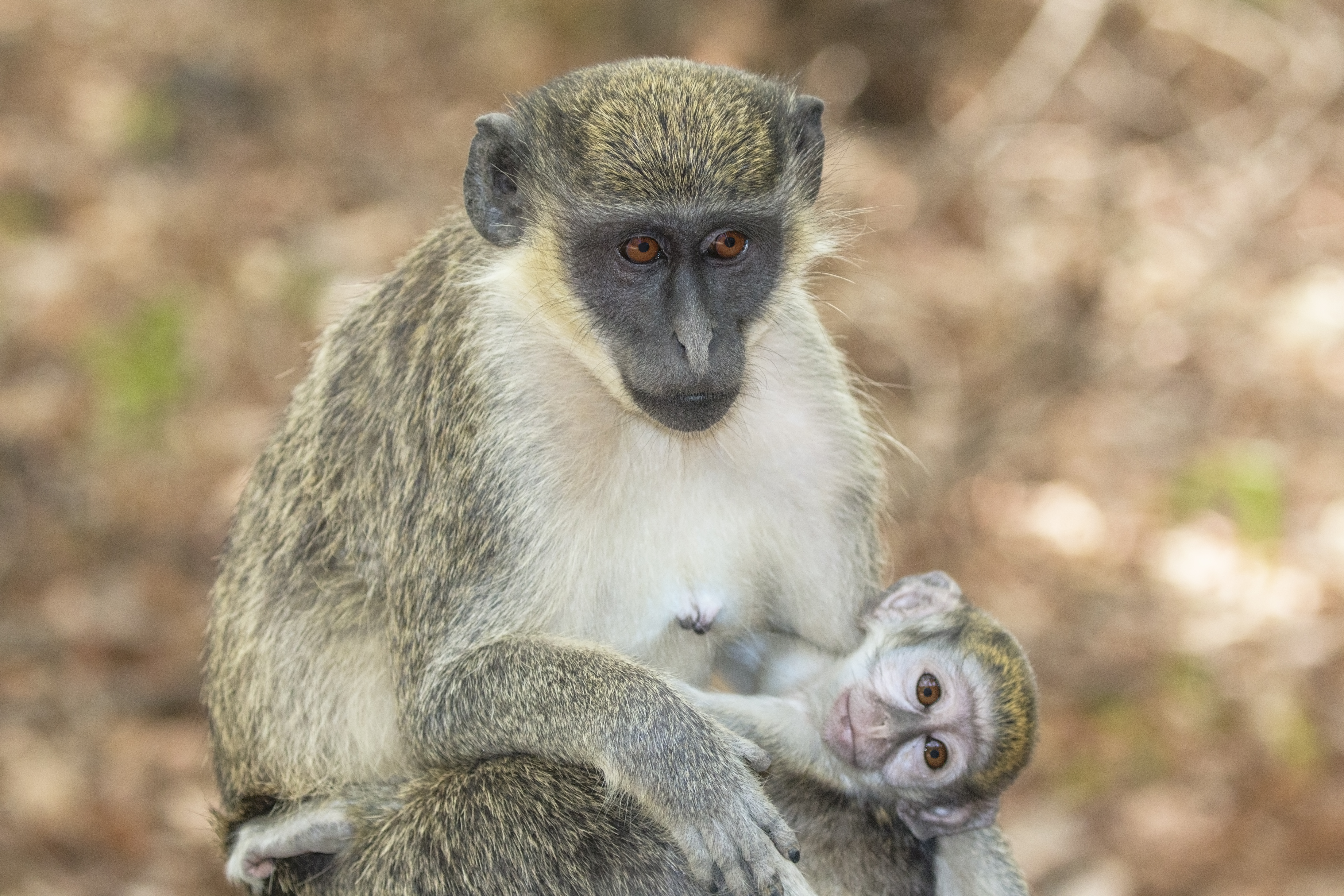
Самка с детёнышем. Гамбия.
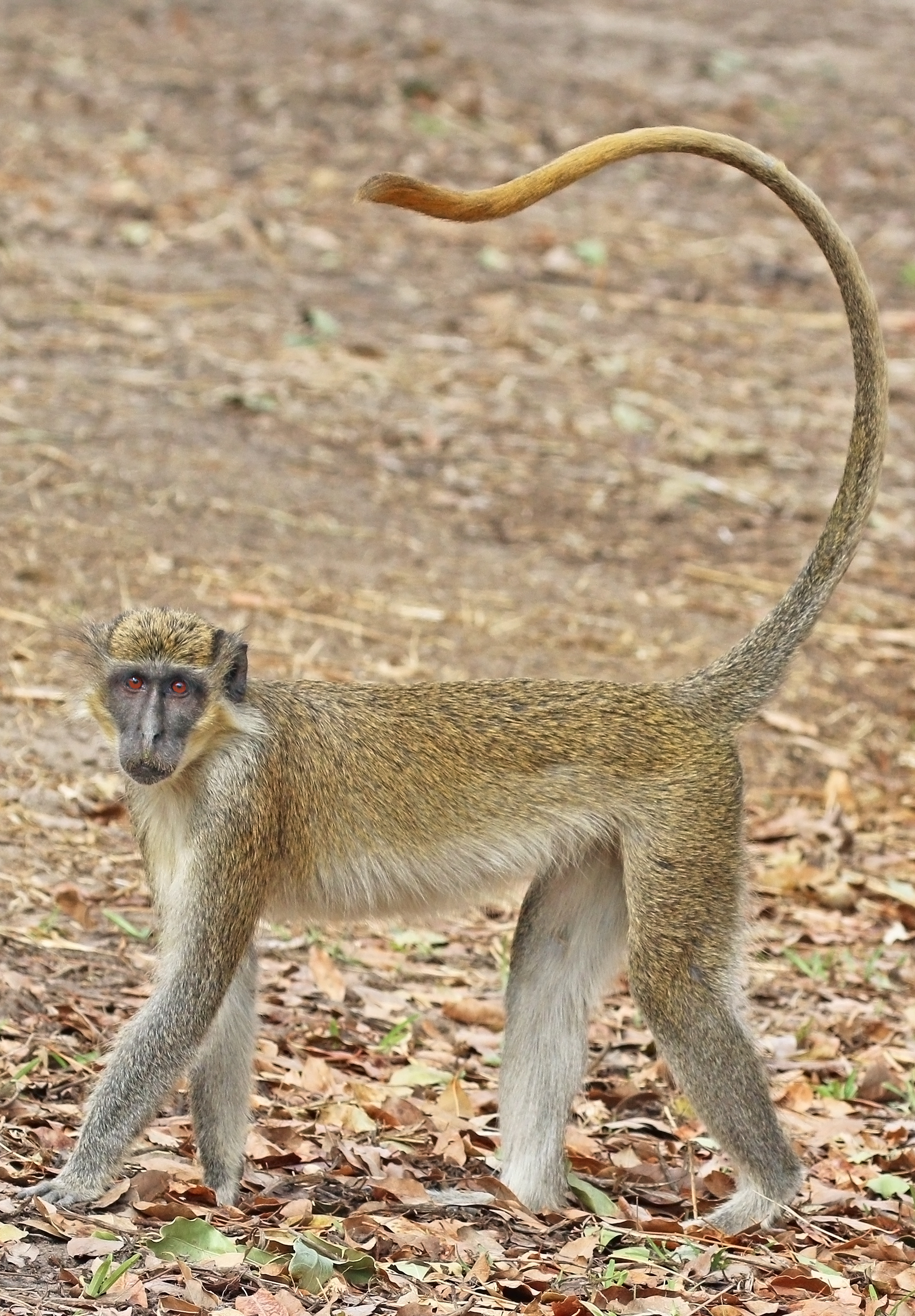
Самец. Сенегал.
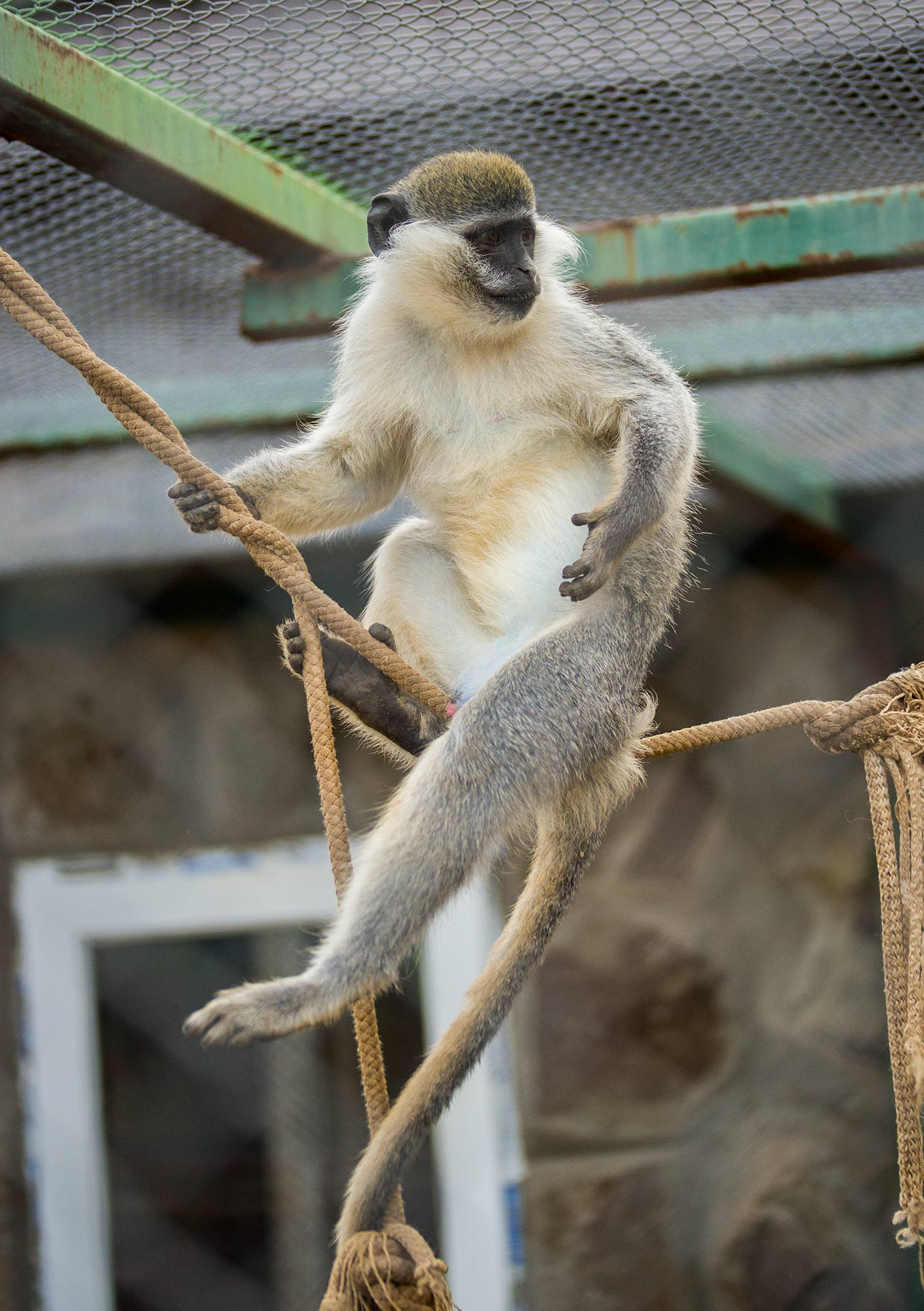
В зоопарке